# Cindy Dandois
Cindy Dandois (Borgerhout, 26 oktober 1984) is een Belgisch MMA-vechtster.

## Levensloop
Dandois begon op 5-jarige leeftijd met judo. In 2009 maakte ze haar debuut in de mixed martial arts, waarbij ze 16 van haar 22 gevechten won. In april 2017 debuteerde ze voor UFC tegen Alexis Davis, een gevecht dat ze na een unanieme beslissing verloor. Later volgde een Bellator-uitnodiging voor een kamp tegen Olga Rubin, die ze eveneens verloor.
Dandois was van beroep lerares in het secundair onderwijs. In 2022 werd ze geschorst omwille van haar activiteiten op OnlyFans. Voorts was ze te zien in de VTM-realityserie Battlecat van Luk Wyns en Nicolas Geniets en vertolkte ze een bijrol als portier in de film Zillion van Robin Pront.